# A Macska (teleregény)
A Macska (eredeti cím La Gata) egy 2014-es mexikói teleregény, amelyet Víctor Manuel Fouilloux és Víctor Rodríguez rendezett. A történet javarészt Inés Rodena kubai írónő hasonló című rádiónovelláján alapszik. A főbb szerepekben Maite Perroni, Daniel Arenas, Laura Zapata, Erika Buenfil és Manuel Ojeda látható.
Mexikóban 2014. május 5-e és 2014. október 19-e között sugározta a El Canal de las Estrellas, Magyarországon a TV2  2014. augusztus 18-a és 2015. április 21-e között mutatta be.

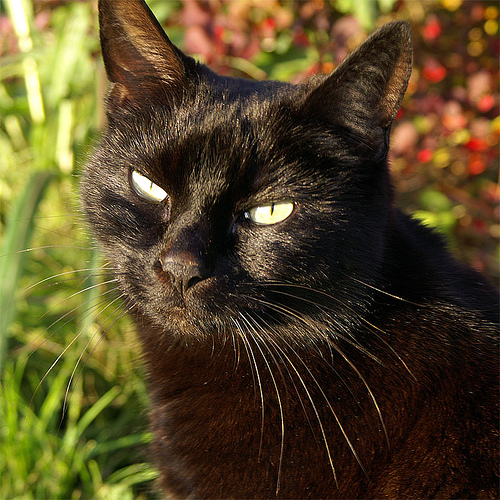
La Gata

## Történet
Esmeralda, egy 12 éves lány akit mindenki Macskának hív, egy szeméttelepen él, egyetlen támogatója a prostituáltként dolgozó Jarocha. Összebarátkozik a gazdag 15 éves fiúval Pablo-val, aki megvédi a lányt a gyerekek csúfolódásától. Együttérez vele, és nagyon zavarja hogy a Macskát és Centavitót, Dona Rita neveli aki csak kihasználja a gyerekeket, mert kéregetni küldi őket, és elkényezteti az unokáját Ines-t finanszírozza belőle. Az asszony fia, a "Gírhes" börtönben van, és ezért ő neveli a lányát. Pablo megtanítja olvasni és írni a Macskát, de titokban mert a fiú anyja Lorenza megveti a lányt, és egy nap majd szeretné hogy fia az ő unokahúgát, Mónicát vegye el, mert ő az egyetlen akit méltónak talál hogy a menye legyen.
Évek múltán a két fiatal barátsága, szerelemmé válik, de felbukkan Mónica aki szerelmet vall Pablo-nak. A románcot a szülők is támogatják, mert érdekli őket a lány pénze. A Macska rátalál egy zavarodott nőre, Fela-ra akiről később kiderül hogy az anyja. A szerelmesek összeházasodnak, amit később Agustín semmissé tesz. A Negrete házaspár csapdát állít Dona Rita segítségével: Pablo-t az Egyesült Államokba küldik. Pablo testvérének köszönhetően, fivére és a neje kapcsolata megszakad. A hónapok múlásával Esmeralda rájön hogy várandós, majd ikreket szül, akiket Pablo-nak és Leticia Cruz-nak nevez el. Egy évnyi távollét után Pablo visszatér, és biztos benne hogy nem tőle vannak a gyerekek, a volt neje hűtlenségére hivatkozva kész feleségül venni Mónicát, bár még mindig a Macskát szereti.
A fiatal nő eközben találkozik, Fernando de la Santacruz-zal, akit 25 évre ártatlanul börtönbe zártak, és frissen szabadult. A férfi megtudja Dona Ritától hogy Esmeralda az ő lánya. Ezért magához veszi Jarochával együtt, kitaníttatja és ráveszi hogy segítsen bosszút állni a Negrete családon, akik egykoron rabságba juttatták. Miután Pablo rájön hogy a gyerekek tőle vannak, faképnél hagyja Mónicát. A két szerelmes végül kibékül, azonban Pablo munkaadója Gisela foggal körömmel harcol a jóképű férfiért, szövetkezik Lorenza-val és Agustín-nal, aki viszont nemsokára meghal. Esmeralda felveszi a harcot vele, és sikeresen megvédi kapcsolatukat, és az örült Gisela egy tragikus esemény során életét veszti.
Sok év múlva a kis Pablo és Leticia már kisiskolás korúak, és boldogan telnek napjaik, anyjukkal Esmeralával, apjukkal Pablo-val és nagyszüleivel Fernando-val és Blancával. Lorenza csak a kisfiút szíveli, és minden áron elválasztaná a szüleitől, de sok gazsága miatt végül börtönbe zárják. Pablo és a Macska újra összeházasodnak, a sorozat az esküvőjükön zárul, melyen boldogan énekelnek az egybegyűlt násznépnek.

## Szereposztás
| Színész               | Szereplő | Magyar hang            |
| --------------------- | --- | ---------------------- |
| Maite Perroni         | Esmeralda Cruz „La gata (A macska)/Renata de la Santacruz” Blanca és Don Fernando lánya, Pablo szerelme/egy ideig felesége, Pablo Jr és Leticia Jr édesanyja | Molnár Ilona           |
| Daniel Arenas         | Pablo Martínez Negrete, Lorenza és Agustin fia, Mariano és Virginia testvére, szerelmes Esmeraldába, Mónica férje, Pablo Jr és Leticia Jr édesapja           | Szabó Máté             |
| Laura Zapata          | Lorenza de Martínez-Negrete, Agustin felesége, Pablo Mariano és Virginia édesanyja                                                                           | Andresz Kati           |
| Erika Buenfil         | Blanca Rafaela Sánchez de la Santa Cruz /Fela „la loca (A bolond)”, Esmeralda édesanyja, Fernando szerelme/felesége                                          | Vándor Éva             |
| Manuel Ojeda          | Don Fernando de la Santacruz „El Silencioso (Hallgatag)”/Abel Cruz, Esmeralda édesapja, Blanca szerelme/férje, a Martínez-Negrete család ellensége           | Bognár Tamás           |
| Pilar Pellicer        | Doña Rita Orea Pérez, „a girhes” édesanyja, Inés nagyanyja, Esmeralda és Carlos nevelője                                                                     | Kassai Ilona           |
| Leticia Perdigón      | Leticia „La Jarocha” (A veracruzi), prostituált, Esmeralda szomszédja a szeméttelepen és egyben jóbarátja a családnak                                        | Makay Andrea           |
| Jorge Poza            | Mariano Martínez Negrete, Lorenza és Agustin fia, Pablo és Virginia testvére, szerelmes Mónicá-ba majd Esmeraldá-ba                                          | Posta Victor           |
| Mónika Sánchez        | Gisela Sinfuegos, művész, Pabló munkaadója, szerelmes Pabló-ba, Esmeralda ellensége, Edgar barátnője                                                         | Nádasi Veronika        |
| Juan Verduzco         | Agustín Martínez, Lorenza férje, Pablo Mariano és Virginia édesapja, szerelmes Blancá-ba                                                                     | Rosta Sándor           |
| Patricio Castillo     | Enrique | Várday Zoltán          |
| Lupita Lara           | Eugenia Elizalde Castañeda, Mónica édesanyja, Lorenza barátnője                                                                                              | Szórádi Erika          |
| Socorro Bonilla       | Mercedes Reyes, Damián nevelőanyja | Sági Tímea             |
| Carlos Bonavides      | Doménico Almonte „El Italiano (Az olasz)”, uzsorás, szerelmes Esmeraldá-ba                                                                                   | Faragó András          |
| Ianis Guerrero        | Damián Reyes, Esmeralda barátja, Mercedes fia, szerelmes Victoria-ba                                                                                         | Dányi Krisztián        |
| Paloma Ruiz de Alda   | Mónica Elizalde Castañeda, Eugenia lánya, Pablo felesége | Bogdányi Titanilla     |
| Mariluz Bermúdez      | Virginia Martínez Negrete, Lorenza és Agustin lánya, Pablo és Mariano testvére. Szerelmes Centavitóba.                                                       | Dögei Éva              |
| Pierre Louis          | Carlos „El Centavito”, Esmeralda barátja. Szerelmes Virginiába.                                                                                              | Czető Roland           |
| Oscar Ferreti         | Don Lupe, alkalmazott az Olasz cégénél, Esmeralda segítője                                                                                                   | Kapácsy Miklós         |
| Teo Tapia             | 'Roberto Elizalde | Bartók László          |
| Alejandra Robles Gil  | Inés Olea Pérez, „a girhes lánya”, Rita asszony unokája, Garabató-ba szerelmes, Carlos Horatio édesanyja                                                     | Lamboni Anna           |
| Jorge Alberto Bolaños | Omar, sofőr a Martínez-Negrete család szolgálatában, Pablo segítője                                                                                          | Horváth-Töreki Gergely |
| Benjamín Rivero       | Jesús Olea Pérez "Tílico" / Juan Garza | Horváth Illés          |
| Jorge Ortín           | Lic Osorio | Törköly Levente        |
| Isabel Martínez       | Micaela | Némedi Mari            |
| Ruth Rosas            | Dorila, cseléd a Martínez-Negrete házban, Emeralda egyik ellensége                                                                                           | Lázár Kati             |
| Héctor Cruz           | Pedro León | Bordás János           |
| Ricardo Franco        | Edgar Suárez | Szatmári Attila        |
| Emma Escalante        | Victoria "Vicky" Suárez | Czető Zsanett          |
| Ricardo Baranda       | Garabato/Victor de la Fuente, Inés szerelme, Carlos Horatio édesapja                                                                                         | Kisfalusi Lehel        |
| Laurinne Kuaka        | Verónica, cseléd a Martínez-Negrete házban | Kis-Kovács Luca        |
| Alma Beltrán          | María, Esmeralda és Pablo barátnője | Simonyi Réka           |
| Elizabeth Dupeyrón    | Carolina | Menszátor Magdolna     |
| Nicolas Buenfil       | Pablo Martínez-Negrete Cruz, Esmeralda és Pablo fia | Straub Martin          |
| Shaula Santika        | Leticia Martínez-Negrete Cruz, Esmeralda és Pablo lánya (mint gyermek)                                                                                       | Boldog Emese           |
| Alexis Daniel Rangel  | Carlos "Carlitos" Horatio De la Fuente, Ines és Garabato fia                                                                                                 | Pál Dániel Máté        |
| Patricia Maqueo       | Esmeralda (mint gyermek), Rita asszonya fogadott gyereke, Pablo barátja                                                                                      | Pekár Adrienn          |
| José Eduardo Álvarez  | Pablo (mint gyermek), Lorenza és Agustín fia, Mariano és Virginia testvére                                                                                   | Baráth István          |
| Christian Vega        | Mariano (mint gyermek), Lorenza és Agustin fia, Pablo és Virginia testvére                                                                                   | Bogdán Gergő           |
| Juan Ángel Esparza    | Rivas atya | Varga Gábor            |
| Claudio Báez          | Ernesto Cantú | Bácskai János          |

### Magyar változat
- Bemondó: Korbuly Péter
- Magyar szöveg: Frenkel Gergely, Boros Tünde
- Hangmérnök és vágó: Takács György
- Gyártásvezető: Lajtai Erzsébet
- Szinkronrendező: Zákányi Balázs
- Produkciós vezető: Bor Gyöngyi

## Korábbi változatok és érdekességek
A teleregény gerince Inés Rodena kubai írónő azonos című rádiós sorozatán alapszik. A La gata Latin-Amerika telenovellaként legtöbbet feldolgozott története (Mexikóban ez már a hetedik adaptáció). A 2014-es változat több másik La Gata-feldolgozás egyedi cselekményszálaiból is merített.
- Az első változat a venezuelai La gata (Venevisión, 1968). Főhősei: Peggy Walker és Manolo Coego.
- A második verzió az Ella, la gata (Argentína, 1968). Főhősei: Martha González és Enrique Liporace.
- Az első mexikói változatot a Televisa készítette szintén La gata címmel (1970). Főszereplői: María Rivas és Juan Ferrera. A Lartilleux-féle kiadás sok karakternevet átemelt innen (például La Jarochának hívják mindkét teleregény prostituáltját, a korábbiban Magda Guzmán, a mostaniban Leticia Perdigón alakítja ezt a figurát).
- La Fiera („A vadállat”) címmel mutatták be a második mexikói adaptációt 1983-ban a Televisa Canal de las Estrellas csatornáján, amely történetében körülbelül azonos az 1970-es feldolgozással. Főhősei: Victoria Ruffo és Guillermo Capetillo. (Capetillo félig-meddig megismétli ugyanezt a szerepet négy évvel később.) A 2014-es remake bonyodalmakat emelt át a La Fiera végéből.
- Rosa salvaje („Vadrózsa”, Mexikó, Televisa, 1987). Főhősei: Verónica Castro és Guillermo Capetillo. Ez a feldolgozás a „La Indomable” című rádiónovella (a Marimar és a Maricruz című sorozatok alapja) és a La Gata egyes elemeinek az összemosása sok új, egyik rádiós műben sem szereplő karakterrel. A teleregény főgonoszát, Dulcinát ebben is Laura Zapata alakítja (ez a karakter a La Gata Lorenzájának, valamint a La Indomable/Marimar/Maricruz sorozatok Lucíajának/Ángelicájának egybegyúrásából született), így a színésznő félig szerepet ismétel a La Gata 2014-es kiadásában.
- Rubí rebelde („Lázadó Rubí”, Venezuela, RCTV, 1989). Főszereplői: Mariela Alcalá és Jaime Araque. A Rubí Rebelde sem egyszerű remake-je a La Gatának: Carlos Romero forgatókönyvíró a La Gata alapbonyodalmát vegyítette Inés Rodena Enamorada című rádiós történetének egyes elemeivel (az Enamorada szolgáltatja az alapot a Maria Mercedes és A liliomlány cselekményéhez is), s megfűszerezte a sztorit néhány saját bonyodalommal és új figurával. A La Gata 2014-es változatának vezető producere, Nathalie Lartilleux korábban ezt a teleregényt szerette volna újra képernyőre vinni, azonban az Enamorada egyes történetszálainak felhasználása miatt a sorozat cselekménye nagyon hasonlított volna legelső szériájáéra, A liliomlányéra. Kompromisszum született: María Antonieta Gutiérrez, a 2014-es verzió forgatókönyvírója a Rubi Rebeldéből átemelt a néhány olyan szálat és karaktert az új La Gatába, amelyet Carlos Romero adott az 1989-es sorozathoz, de kiiktatta az Enamorada elemeit. Például így került át a Rubí Rebeldéből a La Gata 2014-es felújításába a főhősnő, Esmeralda megtébolyult édesanyja (az eredetiben és egyes feldolgozásokban ez az alak meghalt nem sokkal a főhősnő születése után), valamint a főhős, Pablo vak húga, Virginia is.
- Cara sucia („Piszkos arc”, Venezuela, Venevisión, 1992). Főhősei: Sonya Smith és Guillermo Dávila. Ez a változat sok új karakterrel és cselekményszállal gazdagodott az eredetihez képest, s ezzel lett nemzetközileg népszerű Sonya Smith.
- Sueño de amor („Álomszerelem”, Mexikó, Televisa, 1993). Főszereplői: Angélica Rivera, Omar Fierro, Silvio Basañez. Az adaptáció csak a La Gata alapötletét alkalmazza, minden egyéb történetszál sajátos adalék.
- Rongybaba (Muneca de trapo, Venezuela, Venevisión, 2000). Főhősök: Karina Orozco és Adrián Delgado. Az egyetlen olyan La Gatán alapuló széria, amelyet Magyarországon is bemutattak (a Zone Romanticán). Ez a verzió nagyban hasonlít a nyolc évvel korábbi Cara Suciára.
- Por un beso („Egy csókért”, Mexikó, Televisa, 2000). Főszereplők: Natalia Esperón és Víctor Noriega. Angelli Nesma Medina producernő telenovellája sok esetben nem él a rózsanovellák szokásos stíluseszközeivel, a történetet néhány pontban megváltoztatták, hogy közelebb álljon a valósághoz. A főhősnő énekes előadóművész.
- Seus olhos („Az ő szemei”, Brazília, SBT, 2004). Főhősei: Carla Regina és Therry Figueira. A brazil verziót az SBT tévétársaság a Televisa közreműködésével forgatta, a Por un beso realista változtatásait és egyéb sajátos adalékokat alkalmaztak hozzá (a főhősnő festőművész, pár éves korában gyermekkereskedők rabolják el).
- Pobre diabla („Szegény ördög”, Mexikó, TV Azteca, 2009). Főhősei: Alejandra Lazcano és Cristóbal Lander. Az 1992-es Cara Sucia mexikói remake-je.

## Nézettség
A Macska című telenovella a teljes lakosság körében majdnem bekerült a 10 legnézettebb műsor közé (11. legnézettebb műsor). A kereskedelmileg fontosnak tartott korosztály körében is sikeres, hiszen a konkurens csatornán futó műsoroknál többen nézik a telenovellát. 2014-ben Maite Perroni és Daniel Arenas telenovellája volt Magyarországon a legnézettebb külföldi gyártású sorozat.

## További információ
- A Macska a PORT.hu-n (magyarul)
- A Macska az Internet Movie Database-ben (angolul)
- A Macska a Box Office Mojón (angolul)